# Niponius striaticeps
Niponius striaticeps är en skalbaggsart som beskrevs av Lewis 1904. Niponius striaticeps ingår i släktet Niponius och familjen stumpbaggar. Inga underarter finns listade i Catalogue of Life.